# Francisco Sá Carneiro
Francisco Manuel Lumbrales de Sá Carneiro (Porto, 19 juli 1934 – Camarate, 4 december 1980) was een Portugees eerste minister. Hij werkte als advocaat en was al sinds de Estado Novo van António de Oliveira Salazar lid van de Nationale Vergadering.
In mei 1974 richtte hij na de zogenaamde Anjerrevolutie de Partido Popular Democrata (PPD), die later Partido Social Democrata zou worden. Samen met Francisco Pinto Balsemão en José Magalhães Mota werd hij verkozen tot eerste secretaris-generaal van de partij. In november 1977 trad hij af als partijleider, maar in 1978 werd hij opnieuw partijleider van de PSD.
In meerdere regeringen was hij minister zonder portefeuille. In dezelfde periode was hij ook afgevaardigde van de Grondwetgevende Vergadering en professor aan de Universiteit van Lissabon.
Eind 1979 had hij een groot aandeel bij de vorming van de Aliança Democrática, een alliantie tussen de PSD, de christelijke Centro Democrático e Social – Partido Popular van Diogo Freitas do Amaral, de monarchistische Partido Popular Monárquico van Gonçalo Ribeiro Telles en enkele onafhankelijken. Bij de verkiezingen van 1979 haalde deze alliantie de absolute meerderheid, waarna hij van de president, generaal António Ramalho Eanes, de opdracht kreeg om zich kandidaat te stellen voor het premierschap. Op 3 januari 1980 werd hij benoemd tot de nieuwe premier van Portugal.
Francisco Sá Carneiro stierf in de nacht van 4 december 1980. Dit was toen zijn vliegtuig op de weg van Lissabon en Porto ter hoogte van Camarate neerstortte. Bij de crash kwamen eveneens minister van Defensie Adelino Amaro da Costa, zijn partner Ebba Merete (Snu) Abecassis-Seidenfaden, enkele parlementsleden, de piloot en de copiloot om. Tot op de dag van vandaag kon nooit verklaard worden of het vliegtuig neerstortte door technische problemen of dat het een aanslag was.
In 1990 is de luchthaven van Porto naar hem vernoemd. 
- Bibliothèque nationale de France: cb11998054k (data)
- CiNii: DA17863464
- Gemeinsame Normdatei: 119082357
- International Standard Name Identifier: 0000 0001 2099 7918
- Library of Congress Control Number: n83061000
- Nationale Bibliotheek van Tsjechië: js20070720001
- Nationale Bibliotheek van Israël: 987007440448905171
- Nederlandse Thesaurus van Auteursnamen: 069947147
- Système universitaire de documentation: 028072413
- Virtual International Authority File: 22151790
- WorldCat: E39PBJdh3TMtDW4cx4fQtTtYfq